# Isoctenus eupalaestrus
Isoctenus eupalaestrus là một loài nhện trong họ Ctenidae.
Loài này thuộc chi Isoctenus. Isoctenus eupalaestrus được Cândido Firmino de Mello-Leitão miêu tả năm 1936.